# Arthur Ramos
Arthur Ramos de Araújo Pereira (Pilar, 7 de julho de 1903 — Paris, 31 de outubro de 1949) foi um médico psiquiatra, psicólogo social, etnólogo, folclorista e antropólogo brasileiro.
Um dos principais intelectuais de sua época, e importante no processo de institucionalização das Ciências Sociais no Brasil, é considerado o pai da antropologia brasileira. Teve grande destaque nos estudos sobre o negro e a identidade do Brasil. Desenvolveu e cunhou o termo "democracia racial", mais tarde divulgado por Gilberto Freyre.

## Biografia
Filho do médico Manuel Ramos de Araújo Pereira e Ana Ramos, teve sete irmãos: Luís, Evangelina, Raul, Nilo, Aluísio, Georgina e Julita. Aos quinze anos publicou o seu primeiro artigo no semanário "O Pilar" e no ano de 1921 ingressou na Faculdade de Medicina da Bahia. 
Em 1926 defendeu a tese de doutorado denominada "Primitivo e Loucura", ganha o reconhecimento de Sigmund Freud, Paul Eugen Bleuler e Lucien Lévy-Bruhl. No mesmo ano recebe o título de doutor em ciências médicas pela Faculdade de Medicina da Bahia. No ano seguinte começa a trabalhar em um hospital psiquiátrico de Salvador como médico legista - Serviço Médico Legal do Estado da Bahia - e realiza seu primeiro contato com questões da cultura negra por meio dos estudos recolhidos do médico Raimundo Nina Rodrigues: "um conjunto de dados etnográficos sobre a vida cotidiana nos terreiros", sobre a vida religiosa de origem africana na Bahia, pormenores dos ritos e seus personagens e as relações sociais entre os praticantes das religiões afro-brasileiras e a comunidade em que estavam inseridos. Longe de preconceitos, tratando-se de estudos científicos da década de 1930, Ramos insurgiu-se contra o que considerava equívocos dos homens de ciência da época, inclusive Nina Rodrigues, contrastando a herança das teorias racistas do século XIX com a ideia progressista da época, hoje equivocada, de "atraso cultural".
O etnógrafo utilizou a psiquiatria, a psicanálise e a antropologia para investigar a mentalidade e a cultura dos brasileiros. De certa forma, pioneiro na aplicação da psicanálise para a pesquisa da religiosidade de origem negra no Brasil, Ramos também questionou o programa educacional de compromisso higienista, não em sua preocupação de levar ao povo negligenciado, uma "consciência sanitária", mas naquilo que fosse mera imposição de costumes e práticas de saúde. 

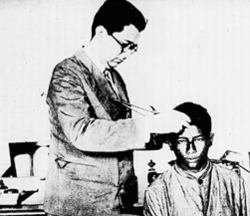
Arthur Ramos fazendo exames de craniometria no cangaceiro Volta Seca, em 1944

Em 1933, muda-se para o Rio de Janeiro, onde publica O Negro Brasileiro, assume a cátedra de Psicologia Social e e é nomeado por Anísio Teixeira chefe do "Serviço de Ortofrenia e Higiene Mental", onde ficou até 1939. Neste serviço, analisou mais de 2000 estudantes de escolas públicas do Rio de Janeiro. Buscou romper com algumas concepções que rotulavam crianças como "anormais" por apresentarem comportamentos tidos como inadequados, como por exemplo: desatenção, rebeldia, mentira, dentre outros. Arthur Ramos acreditava que os comportamentos não tinha uma origem  meramente genética, mas, sobretudo, social. Assim, sustentou que a maior parte dos comportamentos tidos como indesejáveis advinham de questões do meio social (relações familiares e escolares). Em sua visão, a família e a escola assumem papel imprescindível para a formação da personalidade. Como resultado do SOHM, publicou os livros A Criança Problema e Saúde do Espírito, ambos de 1939.
Em 1935 casa-se com Luisa Gallet, viúva de Luciano Gallet, sua grande colaboradora, mas não tiveram filhos. Nos Estados Unidos ensinou, pesquisou e participou de vários simpósios nas Universidades de Louisiana, Califórnia, Harvard e Columbia, ao lado de grandes nomes das Ciências Sociais. No Brasil obteve reconhecimento e respeito de Jorge de Lima, Raquel de Queirós, Jorge Amado, Gilberto Freyre, Estácio de Lima, Théo Brandão, José Lins do Rego, Aurélio Buarque de Holanda, Graciliano Ramos, Nise da Silveira, Silvio de Macedo, Rita Palmares, Lily Lages e Gilberto de Macedo, dentre tantos outros, seus amigos e admiradores. Era um humanista e, através de suas idéias libertárias, lutou contra o imperialismo e o preconceito racial, sendo preso duas vezes pelo DOPS, na ditadura Vargas.
Nunca esqueceu sua terra. Percebe-se isso quando escreveu: "A minha recompensa maior será a de estar ouvindo aquelas vozes queridas que os ventos constantemente me trazem do Pilar distante para a música do meu coração.
Na capital francesa, em 1949, foi diretor do Departamento de Ciências Sociais da UNESCO, quando desenhou os primeiros contornos do Projeto UNESCO no Brasil, que ocorreu na década de 1950. Morreu ajudando a construir um Plano de Paz para o mundo, ao lado de Bertrand Russel, Jean Piaget, Maria Montessori e Julien Huxley.
A morte prematura interrompeu, em plena maturidade, a sua trajetória intelectual, sacrificando não apenas a continuidade da obra mas a sua divulgação, especialmente nas três últimas décadas. De toda a sua vasta contribuição à antropologia, só O Negro Brasileiro, publicado pela primeira vez em 1934, ganhou, em 2001, nova reedição, dentro da série Memória Brasileira, da editora Graphia.

## Obras
Arthur Ramos deixou um legado de mais de seiscentas obras, entre livros e artigos, que até hoje são fontes de estudos para a psiquiatria, o negro, o índio e o folclore brasileiro.
Década de 1920
- Primitivo e Loucura (1926)
- Sordíce dos alienados (1928)

Década de 1930
- Estudos de Psicanálise (1931)
- Os horizontes místicos do negro da Bahia (1932)
- Psiquiatria e psicanálise (Rio de Janeiro, Guanabara, 1933?)
- A tecnica da psicanálise infantil… (1933)
- Freud, Adler, Jung … Ensaio de psicanálise ortodoxa e heretica (Rio, Guanabara, 1933)
- O Negro Brasileiro: etnografia religiosa e psicanálise (Rio de Janeiro, Civilização Brasileira, 1934)
- Educação e psicanálise (São Paulo, Cia. Editora Nacional, 1934)
- A Higiene Mental nas Escolas: Esquema de Organização (1935)
- O Folk-lore Negro do Brasil: demopsicologia e psicanálise (Rio de Janeiro, Casa do Estudante do Brasil, 1935)
- Introdução à Psicologia Social (Rio de Janeiro, José Olympio, 1936)
- A Mentira Infantil (1937)
- Loucura e crime: questões de psiquiatria, medicina forense e psicologia social (Porto Alegre, Liv. do Globo, 1937)
- As Culturas Negras no Novo Mundo (Rio de Janeiro, Civilização Brasileira, 1937)
- Saúde do Espírito - Higiene Mental (Rio de Janeiro, [Serviço de propaganda e educação sanitária], 1939)
- Pauperismo e Higiene Mental (1939)
- A Criança Problema: A Higiene Mental na Escola Primária (São Paulo, Cia. Editora Nacional, 1939)

Década de 1940
- O Negro Brasileiro, 2a. edição aumentada (São Paulo, Cia. Editora Nacional, 1940)
- A aculturação negra no Brasil (Rio de Janeiro, Cia. Editora Nacional, 1942)
- Guerra e Relações de Raça (Rio de Janeiro, Departamento Editorial da União Nacional dos Estudantes, 1943)
- La poblaciones del Brasil (Mexico, Fondo de Cultura Economica, 1944)
- As Ciências Sociais e os problemas de após-guerra (Rio de Janeiro, Casa do Estudante do Brasil, 1944)
- Introdução à Antropologia Brasileira, 2 v. (Rio de Janeiro, Casa do Estudante do Brasil, 1943/1947)
- A Organização dual entre os Índios Brasileiros (Rio de Janeiro, [C. Mendes Junior], 1945)
- Curriculum Vitae (Rio de Janeiro, C. Mendes Junior, 1945
- Cultura e Ethos (Separata de Cultura, n. 1, 1948 - Ministério da Educação e Saúde, Serviço de Documentação)
- A Renda de Bilros e sua aculturação no Brasil / com Luiza Ramos (Rio de Janeiro, Publicações da Sociedade Brasileira e Antropologia e Etnologia, 1948)

Publicações póstumas
- Estudos de Folk-lore: definições e limites, teorias de interpretação (Rio de Janeiro, Casa do Estudante do Brasil, 1951)
- Le Métissage au Brésil (Paris, Hermann et Cie. Éditeurs, 1952)
- O Negro na Civilização Brasileira (Rio de Janeiro, Casa do Estudante do Brasil, 1956)
- A Mestiçagem no Brasil (Maceió, EDUFAL, 2004)

Arthur Ramos publicou também muitos artigos, em diversos periódicos, que não foram aqui arrolados.

## Livros e artigos sobre A. Ramos
- No Miradoiro das Ilusões / Nilo Ramos (1923)
- Arthur Ramos (1903-1949) / Florestan Fernandes e outros (separata da Revista do Museu Paulista, nova série, v. 4, 1950)
- Arthur Ramos / Anísio Teixeira e outros (Rio de Janeiro, Ministério da Educação e da Saúde/ Dept. de Imp. Nacional, 1952)
- Elogio Acadêmico / Teófilo Rosa (1969)
- Arthur Ramos: o homem e a obra / Marilu Gusmão (Macéio, DAC/SEMEC, 1974)
- Elemento para o estudo da contribuição de Arthur Ramos às Ciências Sociais no Brasil / Luitgarde O. Cavalcanti de Barros (In: Ordem, Rio de Janeiro, v. 73, n. 34, p. 31-45, 1976)
- Antropólogos e pioneiros: a história da Sociedade Brasileira de Antropologia e Etnologia / Paulo Roberto Azeredo (São Paulo, FFLCH/USP, 1986)
- Cartas de Edison Carneiro a Arthur Ramos, de 4 de janeiro de 1936 a 6 de dezembro de 1938 / Waldir Freitas Oliveiras e Vivaldo da Costa Lima (São Paulo, Corrupio, 1987)
- Faculdade Nacional de Filosofia: o corpo docente, matizes de uma proposta autoritária / Maria de Lourdes Fávera (Rio de Janeiro, INEP/UFR, 1989)
- História das Ciências Sociais no Brasil / organização Sergio Micelli (São Paulo, Vértice/IDESP, 1989, v. 1 e São Paulo, Sumaré/FAPESP, 1995, v. 2)
- Arthur Ramos e sua luta contra a discriminação racial / Lily Lages (Rio de Janeiro, Folha Carioca, 1997)
- As ilusões da liberdade: a escola Nina Rodrigues e a Antropologia no Brasil / Mariza Corrêa (Bragança Paulista, EDUSF, 1998)
- Cuidando do futuro do Brasil: infância, educação e higiene mental na obra de Arthur Ramos / Alexandre Schreiner Ramos Silva (Rio de Janeiro, UFRJ, 1998 - dissertação de mestrado)
- Arthur Ramos e as dinâmicas sociais de seu tempo / Luitgarde O. Cavalcanti de Barros (Maceió, EDUFAL, 2000 e 2005 2. ed. rev. ampl.)
- Africanism and Racial Democracy: The Correspondence between Herskovits and Arthur Ramos (1935–1949) / Antonio Sergio Alfredo Guimarães (In: Estudios Interdisciplinarios de America Latina y el Caribe, v. 19, n. 1, 2000 - Disponível on line )
- A históra da psicanálise de crianças no Brasil / Jorge Abraão (São Paulo, UNESP, 2001 - tese de doutorado)
- O negro e a brasilidade em Arthur Ramos / Muryatan Santana Barbosa (2002 - Disponível on line [ligação inativa])
- Arthur Ramos: significativas passagens / Dídimo Otto Kummer (Maceió, Catavento, 2003)
- Relembrando Arthur Ramos / organização Antonio Sapucaia (Maceió, EDUFAL, 2003)
- Arthur Ramos e a Escola da Bahia / Lamartine de Andrade Lima (In: Revista de Cultura da Bahia, n. 21, 2003 - Salvador, Conselho Estadual de Cultura, 2003)
- Arthur Ramos: da psicanálise à antropologia, um percurso que começa na Bahia / Maria Odete de Siqueira Menezes (Salvador, UFBA, 2003 - dissertação de mestrado)
- Um projeto de modernização do Rio de Janeiro: a contribuição de Arthur Ramos (1933-1949) / Luitgarde O. Cavalcanti de Barros (In: Forasteiros e construtores da modernidade / organização Cleia Schiavo Weyrauch e outros, Rio de Janeiro, Terceiro Tempo, 2003)
- Arthur Ramos: luz e sombra na Antropologia brasileira / Maria José Campos (Rio de Janeiro, Edições Biblioteca Nacional, 2004)
- Seminário Diários de Campo: Arthur Ramos, os antropólogos e as antropologias (In: Anais da Biblioteca Nacional, Rio de Janeiro, v. 119, 1999 - Rio de Janeiro, Edições Biblioteca Nacional, 2004 - Disponível on line )
- O nascimento dos estudos das culturas africanas no novo mundo, o movimento do negro no Brasil e o anti-racismo em Arthur Ramos (1935-1949) / Julio Claudio da Silva (Niterói, UFF, 2005 - dissertação de mestrado)
- Arthur Ramos e Anísio Teixeira na década de 1930 / Fabíola Sircilli (In: Revista Paidéia, São Paulo, v. 15, n. 31, 2005 - Disponível on line )
- Intelectuais em rede construindo as Ciências Sociais: o arquivo Arthur Ramos e o Projeto UNESCO no Brasil / Luitgarde O. Cavalcanti de Barros (In: O projeto UNESCO no Brasil: textos críticos / organização Claudio Luiz Pereira e Lívio Sansone, Salvador, EDUFBA, 2007)

Obras de referência
- A coleção Arthur Ramos / Valdelice Carneiro Girão (separata de Revista de Ciências Sociais, Fortaleza, v. 2, n. 1, 1971)
- Arquivo Arthur Ramos: inventário analítico / organização Vera Faillace (Rio de Janeiro, Edições Biblioteca Nacional, 2004)